# Antonio Nocerino
Antonio Nocerino (n. 9 aprilie 1985, Napoli, Italia) este un fotbalist italian retras din activitate, care a jucat pe post de mijlocaș la echipe ca Milan, Palermo și Juventus. Pe plan internațional, are prezențe la națională pentru Italia U19⁠(d), Italia U20⁠(d), Italia U21⁠(d), Italia U23⁠(d) și Italia. După încheierea carierei, a devenit antrenor.

## Biografie
Antonio Nocerino s-a născut în Napoli, în sudul Italiei, pe 9 aprilie 1985.
La data de 3 iulie 2010, s-a căsătorit cu Federica, pe care o cunoștea din vremea când erau la școală și care a fost împreună timp de opt ani. Ei au un fiu, Francis, născut la 6 mai 2009 și o fiică, Cecilia născută la 5 octombrie.
Nocerino are o diplomă în contabilitate.

## Caracteristici tehnice
Mijlocaș cu abilități bune de tackling, în timp ce juca la Juventus a fost, de asemenea, folosit ca mijlocaș dreapta sau ca playmaker, în centru.
Dur, rapid și determinat, Nocerino este are o viteză foarte bună, întrecându-și de cele mai multe ori adversarii în viteză. El este adesea prezent în zona din fața porții, încercând de multe ori șuturi din afara careului sau intrând în careu pentru a da pase decisive pentru coechipierii săi. El a deprins aceste caracteristici în sezonul 2010-2011, cu Palermo, unde a devenit mult mai bine pregătit tactic în atac. El a fost adesea comparat cu colegul său de la Milan, Gennaro Gattuso.

## Cariera

### Începuturi
El a început să joace fotbal de la vârsta de 5 ani, la un club mic de fotbal din cartier, fiind antrenat de tatăl său. Când avea treisprezece ani s-a alăturat echipelor de juniori ale lui Juventus. În timpul carierei sale el a jucat, de asemenea, la echipe precum: Avellino, Genoa CFC, FC Catanzaro, FC Crotone, Messina și Piacenza.
El a debutat în fotbalul profesionist la Avellino în Serie B, pe data de 11 septembrie 2003, în meciul Avellino-Palermo (0-0. Primul său meci din Serie A s-a desfășurat pe data de 12 februarie 2006, în Messina-Sampdoria (4-2). Primul său gol în Serie A în tricoul Messina a fost marcat pe 7 mai 2006 în meciul contra lui Empoli, dar golul a fost inutil echipei sale, deoarece jocul a fost în cele din urmă pierdut.

### Piacenza și Juventus
În sezonul 2006-2007, la Piacenza, el a jucat în mod regulat în 37 de jocuri și a marcat 6 goluri.
În vara anului 2007, Juventus, care poseda încă jumătate din drepturile jucătorului, l-a cumpărat definitiv de la Piacenza, pentru 3,7 milioane €.
El a debutat oficial pentru Juventus în echipa de start în meciul de deschidere al Serie A împotriva Livorno, contra căruia Juventus a câștigat 5-1, după care, antrenorul Ranieri l-a convins să joace cu el în mod regulat în primul 11. Cu toate acestea, în a doua jumătate a sezonului, cu sosirea de lui Sissoko la Juve, el nu a mai fost folosit în atât de multe meciuri, însă a reușit să strângă per total 32 de apariții în campionat și 4 în Cupa Italiei.

### Palermo
La 30 mai 2008, Nocerino s-a transferat definitiv la Palermo, ca parte a schimbului cu Amauri. Mijlocașul a costat € 7.5 milioane. El și-a făcut debutul în tricoul Rosanero într-o victorie 3-1 împotriva lui AS Roma, pe 13 septembrie. El a fost uneori criticat de antrenorul Davide Ballardini și utilizat în principal ca o acoperire pentru postul său, datorită faptului că randamentul său scădea la un moment dat. El a avut 33 de apariții (toate în campionat), fără să înscrie vreun gol. Jucând alături de coechipierul său Mark Bresciano, care era mult mai ofensiv, el a avut de îndeplinit sarcinile defensive.
În sezonul 2009-2010, cu Walter Zenga ca antrenor, el a început să joace din nou în primul unsprezece în mod regulat. La 23 septembrie 2009, în jocul împotriva lui AS Roma, el a marcat primul său gol în Serie A pentru Palermo.
Odată cu sosirea lui Delio Rossi pe banca lui i-a fost atribuită sarcina de manevră în atac, fiind nevoit să joace mai avansat decât o făcea de obicei, lăsând locul de mijlocaș defensiv lui Giulio Migliaccio, de asemenea, având în vedere că Bresciano nu a fost folosit la mijloc de prea multe ori. De asemenea, Nocerino a fost folosit la acoperirea aripii stângi atunci când Federico Balzaretti a fost mutat mai în față pe extrema respectivă. El a încheiat sezonul al doilea la Palermo, cu 35 de apariții (și 2 goluri) în Serie A, plus 3 apariții în Coppa Italia.
Pentru sezonul 2010-2011, el a ales să poarte numărul 23 pe tricou, lăsând numărul 9 la Abel Hernandez. Jucând sferturile de finală de la Cupa Italiei, meci câștigat de Palermo împotriva Parmei, a însemnat a 100-a apariție a lui la Palermo. El și-a încheiat acest sezon excelent cu 49 de apariții în toate competițiile, fiind cel mai utilizat jucător din echipă și înscriind 4 goluri, toate în competiția internă.
În sezonul 2011-2012, după ce joacă două meciuri în Liga Campionilor în a treia rundă de calificare împotriva echipei elvețiene Thun, a plecat de la Palermo, având un total de 122 de apariții și 6 goluri pentru sicilieni.

### Milano
La 31 august 2011, ulima zi din perioada de transferuri în campionatul italian și numai o oră înainte de încheierea acesteia, el s-a alăturat echipei AC Milan, semnând un contract pe cinci ani, pentru 500.000 €. El a debutat în Serie A la Milanoezi, ca rezervă pentru colegul debutant Alberto Aquilani. El și-a făcut debutul în UEFA Champions League în jocul de pe 12 septembrie, atunci când Milan a remizat 2-2 cu FC Barcelona. La 15 octombrie 2011 a marcat primul său gol în victoria 3-0 acasă împotriva fostului său club, Palermo. Din cauza crizei de accidentări, el a jucat în mod regulat în aproape fiecare meci. Pe 26 octombrie 2011, Nocerino a marcat 3 goluri pentru Milan într-o victorie 4-1 împotriva Parmei. Acesta a fost primul hat-trick din cariera sa. Deoarece trecerea lui de la Palermo a consemnat o continuă  transformare a stilului de joc într-unul ofensiv, Nocerino s-a impus ca un marcator obișnuit la AC Milan.

## Cariera internațională
El a jucat pentru Italia U-20 în 2005, la Campionatul Mondial de Tineret și în 2007 cu U-21 la Campionatul European. Nocerino, de asemenea, a fost căpitanul echipei de tineret U21 în triumful împotriva echipei similare a statului Chile pentru ca mai târziu să câștige turneul de la Toulon pentru prima dată pentru Azzurrini. De asemenea, el a concurat în 2008 la Jocurile Olimpice de la Beijing având funcția de căpitan al echipei olimpice a Italiei. El a fost chemat pentru prima dată la echipa națională a Italiei de Roberto Donadoni pe 17 octombrie 2007, într-un amical contra Africa de Sud.

## Statisticile carierei
La 19 februarie 2012.
| Datele clubului    | Datele clubului | Datele clubului | Campionat intern | Campionat intern | Cupa     | Cupa   | Competiție europeană | Competiție europeană | Altele   | Altele | Total    | Total  |  |
| Club               | Campionat       | Sezon           | Apariții         | Goluri           | Apariții | Goluri | Apariții             | Goluri               | Apariții | Goluri | Apariții | Goluri |  |
| ------------------ | --------------- | --------------- | ---------------- | ---------------- | -------- | ------ | -------------------- | -------------------- | -------- | ------ | -------- | ------ |  |
| A.S. Avellino 1912 | Serie B         | 2003-04         | 34               | 0                | 0        | 0      | –                    | –                    | –        | –      | 34       | 0      |  |
| A.S. Avellino 1912 | Serie B         | Total           | 34               | 0                | 0        | 0      | –                    | –                    | –        | –      | 34       | 0      |  |
| Genoa              | Serie B         | 2004-05         | 5                | 0                | 0        | 0      | –                    | –                    | –        | –      | 5        | 0      |  |
| Genoa              | Serie B         | Total           | 5                | 0                | 0        | 0      | –                    | –                    | –        | –      | 5        | 0      |  |
| Catanzaro Calcio   | Serie B         | 2004-05         | 21               | 0                | 0        | 0      | –                    | –                    | –        | –      | 21       | 0      |  |
| Catanzaro Calcio   | Serie B         | Total           | 21               | 0                | 0        | 0      | –                    | –                    | –        | –      | 21       | 0      |  |
| FC Crotone         | Serie B         | 2005-06         | 15               | 0                | 0        | 0      | –                    | –                    | –        | –      | 15       | 0      |  |
| FC Crotone         | Serie B         | Total           | 15               | 0                | 0        | 0      | –                    | –                    | –        | –      | 15       | 0      |  |
| ACR Messina        | Serie A         | 2005-06         | 11               | 1                | 0        | 0      | –                    | –                    | –        | –      | 11       | 1      |  |
| ACR Messina        | Serie A         | Total           | 11               | 1                | 0        | 0      | –                    | –                    | –        | –      | 11       | 1      |  |
| Piacenza           | Serie B         | 2006-07         | 37               | 6                | 2        | 0      | –                    | –                    | –        | –      | 39       | 6      |  |
| Piacenza           | Serie B         | Total           | 37               | 6                | 2        | 0      | –                    | –                    | –        | –      | 39       | 6      |  |
| Juventus           | Serie A         | 2007–08         | 32               | 0                | 4        | 0      | –                    | –                    | –        | –      | 36       | 0      |  |
| Juventus           | Serie A         | Total           | 32               | 0                | 4        | 0      | –                    | –                    | –        | –      | 36       | 0      |  |
| Palermo            | Serie A         | 2008–09         | 33               | 0                | 0        | 0      | –                    | –                    | –        | –      | 33       | 0      |  |
| Palermo            | Serie A         | 2009–10         | 35               | 2                | 3        | 0      | –                    | –                    | –        | –      | 38       | 2      |  |
| Palermo            | Serie A         | 2010-11         | 38               | 4                | 5        | 0      | 6                    | 0                    | –        | –      | 49       | 4      |  |
| Palermo            | Serie A         | 2011-12         | 0                | 0                | 0        | 0      | 2                    | 0                    | –        | –      | 2        | 0      |  |
| Palermo            | Serie A         | Total           | 106              | 6                | 8        | 0      | 8                    | 0                    | –        | –      | 122      | 6      |  |
| Milan              | Serie A         | 2011-12         | 22               | 7                | 2        | 0      | 7                    | 0                    | –        | –      | 31       | 7      |  |
| Milan              | Serie A         | Total           | 22               | 7                | 2        | 0      | 7                    | 0                    | –        | –      | 31       | 7      |  |
| Total cariera      | Total cariera   | Total cariera   | 283              | 19               | 16       | 0      | 15                   | 0                    | –        | –      | 314      | 20     |  |